# 佐藤里佳
佐藤 里佳（さとう りか、本名：今野 里佳（旧姓：佐藤）、1967年1月14日 - ）は、フジテレビ元社員 。元同局アナウンサー。アナウンス室元室長。神奈川県出身。身長161cm。

## 来歴・人物
鹿児島県立甲南高等学校、フェリス女学院大学文学部英文学科卒。大学在学中に運輸省（現在の国土交通省）の「海の記念日（現在の国民の祝日『海の日』）」キャンペーンガール、ミス・マルレイナコンテストで優勝し、海の啓蒙のために全国を巡ったり、テレビに出演したりした。大学卒業後、1989年4月フジテレビ入社。
1996年10月に大手商社に勤務する5歳年上の会社員と結婚。2010年6月28日より産休に入り、同年9月14日に第一子となる長女を出産。2014年4月に仕事復帰した。日本ソムリエ協会認定・ワインエキスパート（1998年取得）日本チーズフェッショナル協会認定「チーズプロフェッショナル」（2000年取得）コトー・ド・シャンパーニュ（シャンパーニュ騎士団）2005年「シュバリエ」叙任。シュバリエ・ド・フロマージュ（フランスチーズ鑑評騎士）2007年叙任。シュバリーエ・ド・タストヴァン（ブルゴーニュ）2007年叙任。2009年「コマンリー・ド・ーボルドー（ボルドー叙任）」。朝の「FNNニュース」・「FNNスピーク」（いずれも土曜日）・「FNNニュース最終版」といったニュース番組を長年担当。2021年7月1日付けでアナウンス職を離れ、CSR・SDGs推進室へ異動。フジテレビに於いては2022年1月から50歳以上の早期退職者に応募し、2022年3月31日をもって退職した。

## 担当番組
- ジョーダンじゃない!?→どうーなってるの?!
  - 夕食ばんざい!
- 森田一義アワー 笑っていいとも!（テレフォンアナウンサー）
- 風まかせ 新・諸国漫遊記（1992年4月 - 1999年3月、進行アシスタント）
- FNNスーパータイム（1993年9月27日 - 1997年3月30日、土・日曜スポーツコーナー）
- プロ野球ニュース（F-1コーナーなどを担当）
- FNNスーパーニュース（平日お天気コーナー(松尾紀子の産休代理)、土曜日企画・東京グルメ観光）
- FNNニュース最終版
- めざまし天気
- 地元発信! 東京ジモティ
- チャンネルα（ニュース）
- つんくタウン（ナレーター）
- お台場カジノインタラクティブ（BSフジ、副支配人として担当）
- 佐藤里佳のナゾナゾナゾ?（TOKYO FM、土曜23時55分）
- FNNスピーク（土曜日担当）
- アナ☆ログ（不定期出演、番組アドバイザー）
- もしもツアーズ（2009年1月24日）ツアーコンダクター
- フジアナスタジオ まる生（2009年2月21日、MC担当）
- 全国一斉!日本人テスト（木曜日、19時00分 - 19時57分）…産休中のMEGUMIの代わりに1月15日放送分から参加。
- ニュースJAPAN（ナレーション、水曜）
- SMAP×SMAP（関西テレビ共同制作、一部コーナーのナレーション担当）
- BSフジNEWS（BSフジ、金曜12時55分 - 以前は、水曜24時55分も担当 ）
- FNNレインボー発（金曜日、14時05分 - ）
- サザエさん解説放送
- ヨルタモリ（クローズアップしすぎ現代→湯島テレビスペシャル）

## 同期アナウンサー
- 境鶴丸（2022年3月31日退職）
- 野島卓（2022年3月31日退職）
- 智田裕一（現：ニュース総局報道局経済部長兼解説委員）
- 木幡美子（現：総務局次長兼CSR推進室部長）
- 田代尚子（2022年3月31日退職）